# Donggongon
Donggongon – miasto w Malezji w stanie Sabah. W 2000 roku liczyło 56 673 mieszkańców.